# Mohamed Dellahi Yali
Mohamed Dellahi Yali (Nuakchot, Mauritania; 1 de noviembre de 1997) es un futbolista de Mauritania que juega en la posición de centrocampista con el Al-Hedood FC de la Liga Premier de Irak.

## Carrera

### Club
| Periodo   | Club             |
| --------- | ---------------- |
| 2014-2016 | FC Tevragh-Zeina |
| 2016-2017 | FC Nouadhibou    |
| 2017      | FK Liepāja       |
| 2018      | Chemal FC        |
| 2018-2019 | FC Tevragh-Zeina |
| 2019      | DRB Tadjenanet   |
| 2019      | NA Hussein Dey   |
| 2020      | FC Tevragh-Zeina |
| 2020-2022 | Al-Nasr Benghazi |
| 2022-2023 | FC Nouadhibou    |
| 2023-     | Al-Hedood FC     |

### Selección nacional
Debutó con Mauritania el 21 de junio de 2015 en la victoria por 2-1 sobre Sierra Leona por la clasificación para el Campeonato Africano de Naciones de 2016 y su primer gol internacional lo anotó la semana siguiente en la victoria por 2-0 sobre Sierra Leona por la misma competición.
El 23 de enero de 2024 Yali anotó el único gol en la victoria ante Argelia por la Copa Africana de Naciones 2023 para dar la primera victoria a Mauritania en el torneo y dar la primera clasificación a Mauritania a la segunda ronda del torneo en su historia.

## Logros
- Liga mauritana de fútbol (2): 2015, 2022/23
- Copa de Mauritania (2): 2017, 2020
- Copa de Letonia (1): 2017